# 岡山一番街
岡山一番街（おかやまいちばんがい）は、岡山県岡山市北区にある中四国最大の地下街である。ここでは、隣接するペスカ岡山（旧岡山駅地下三番街（おかやまえきちかさんばんがい））についても記述する。

## 岡山一番街
当地下街は西日本旅客鉄道（JR西日本）の子会社である山陽SC開発株式会社（旧・株式会社岡山ステーションセンター）が運営・管理する、中四国地方最大の規模をもつ地下商業施設である。JR岡山駅東口の地下改札口前に正面入り口があり、東口のICOTNICOT（旧・ドレミの街）・髙島屋・ホテルグランヴィア岡山・イオンモール岡山・岡山駅前電停・東口バスターミナルなどの主要な施設や建物への連絡通路の役割も持っている。
現在、2006年（平成18年）に駅構内に開業した同じJR西日本グループのさんすて岡山とバッティングした業種の売上が減少したために、リニューアルによるテナントの強化やハード面の見直しなどで売上獲得と他施設との差別化を図っている。

### 建物・施設
- 名称 - 岡山一番街
- 所在地 - 〒700-0024 岡山市北区駅元町一番街地下（1号-7号）
- 開業 - 1974年（昭和49年）8月24日[1]
- 規模 - 建築総面積 約24,000m2[1]
  - 地下1階 約8,000m2 店舗 （98店）
  - 地下2階 約4,000m2 駐車場（100台収容）

## 駅前の構造と問題点
岡山駅前は地下においては岡山一番街やペスカ岡山等を通じて、道を隔てた駅前町、本町、錦町などの繁華街や市内電車のりばにバスターミナルなどの施設と結ばれているなど非常に機能的に整備されている。しかしながら、エレベータの無い連絡口が多く、地上を移動するにも横断歩道が少なかったり、あるいは駅から少し離れたところに設けられているなど遠回りを余儀なくされることが多く、高齢者や旅行客には不便な構造になっている。
最近では、岡山駅の改修工事に伴い、岡山一番街（地下1階）と駅前広場（1階）、そして岡山駅構内（2階）を結ぶエレベータが設置され、岡山駅から一番街までのバリアフリールートが整備されている。

### ペスカ岡山
隣接する地下街として、ペスカ岡山がある。ただし会社、歴史的にも関係は浅い。

## アクセス
- 岡山駅　-　JR
- 岡山駅前電停 -　岡電